# Régiment Samourski
Le régiment Samourski (russe : Саму́рский полк) de l'armée des volontaires et des Forces Armées du Sud de la Russie exista de 1918 à 1920. Il fut nommé en hommage au 83e régiment d'infanterie Samourski de l'armée impériale russe. Le régiment était composé de soldats rouges fait prisonniers et passés volontairement du côté des armées blanches,,.

## Formation d'un bataillon de prisonniers volontaires
Après l'assaut au Kouban de la stanitsa Peschanoperekopskaïa par la division de Drozdovski, de nombreux conscrits de l'Armée rouge furent faits prisonniers. Le 21 juin 1918 on forma à partir de volontaires voulant rejoindre l'armée blanche un bataillon de soldats, composé de trois compagnies et encadré par des officiers de la division de Drozdovski. Après sa participation aux combats du 1er juillet 1918 autour de la halte ferroviaire de Tikhoretskaïa, le bataillon fut transformé en 1er régiment d'infanterie de soldats (avec d'abord 4, et par la suite 6 compagnies).
Le volontaire de la 8e batterie d'artillerie à cheval des Forces Armées du Sud de la Russie, le sous-lieutenant Vassili Matassov, décrit les premiers combats du régiment Samourski :
« Devant la halte de Tikhoretskaïa se développa un combat acharné avec les rouges, qui avaient quelques trains blindés qui prenaient nos lignes sous leur feu. C'est ici que le régiment des soldats, par la suite appelé Samourski, formé de prisonniers rouges, monta pour la première fois à l'attaque. Son premier commandant était le colonel Chabert ([Карл Генрихович] Шаберт). Le régiment opéra très bien et en accord avec le bataillon Plastounski et le régiment d'assaut de Kornilov Tikhoretskaïa fut prise. Avec la halte furent capturés d'importantes prises militaires, quelques groupes et deux trains blindés. »

## Régiment Samourski
Le 14 août 1918 à la stanitsa Oust-Labinskaïa le 1er régiment de soldats fut renforcé par un bataillon de 180 hommes, d'anciens officiers du 83e régiment d'infanterie Samourski de l'armée impériale russe ayant conservé leur drapeau régimentaire. Conformément aux traditions impériales le régiment de soldats fut alors renommé en régiment Samourski.
Le commandant des drozdovtsy Anton Tourkoul décrit la participation du régiment Samourski aux combats de la guerre civile russe comme suit :
« …le premier bataillon de soldats marchait, notre bataillon blanc, tout juste formé de prisonniers rouges. Parmi eux il n'y avait pas de vieux soldats mais des jeunes ouvriers, des travailleurs, d'anciens gardes rouges. C'est curieux qu'ils soient tous contents de leur capture et ils assuraient que les soviets et leurs racailles de commissaires les dégoûtaient, qu'ils avaient compris où était la vérité.

Les soldats rouges d'hier attaquèrent Tikhorestkaïa en premier. L'attaque fut impétueuse et intrépide. Ils se mettaient en valeur sous nos yeux. À Tikhoretskaïa le 1er bataillon de soldats renversa les rouges et tua tous ceux qui voulaient se défendre. Les soldats du bataillon fusillèrent eux-mêmes les commissaires qu'ils avaient capturés.
Drozdovski les remercia pour cette brillante attaque. C'est alors que le bataillon de soldats fut renommé 1er régiment d'infanterie de soldats. Par la suite il reçut le drapeau du 83e régiment d'infanterie Samourski et prit le nom de Samourski. Les samourtsy ont porté sur leurs épaules durant la guerre civile beaucoup de gloire et difficultés. Les combats à Armavir, Stavropol, quand les commandait le brillant colonel Chabert couvert de blessures, les combats dans le bassin houiller, toutes les autres actions glorieuses des samourtsy ne seront pas oubliées de l'histoire de la guerre civile. »
Le régiment de Samourski faisait partie de la 1re division d'infanterie, puis de la division de Drozdovski. Fin 1918 début 1919 il participa aux combats du Kouban et de Stavropol. En mars-juin 1919 le régiment Samourski subit de grosses pertes lors des combats du Donbass et du sud du gouvernement de Kharkov. Les effectifs du régiment tombèrent de plus de 1 300 hommes en mars 1919 à moins de 600 à la fin juin. Début août 1919 le régiment participa à la lutte contre la percée rouge de Koupiansk, ensuite il fut envoyé sur la rivière Psel au nord de Poltava, où il participa avec les unités de Drozdovski à l'offensive en direction de Okhtyrka-Soumy. Le 3 septembre 1919 le régiment de Samourski prit la ville de Soudja dans le gouvernement de Koursk. En septembre le régiment défendit la ville de Dmitriev-Lgovski, prise par les forces de Drozdovski, et passa à la contre-attaque. Le 24 septembre les samourtsy prirent Dmitrovsk, dans le gouvernement d'Orel, et s'engagèrent en direction de Kromy. À partir de la fin octobre 1919 et sous la pression de l'Armée rouge le régiment de Samourski entama sa retraite avec les 2e et 3e régiments de tirailleurs de Drozdovski.
Le 14 octobre 1919 le régiment fut officiellement intégré à la Division d'Alekseïev, ce qui ne sera dans les faits effectif que le 4 décembre. En arrivant en Crimée le 16 avril 1920 le régiment de Samourski fut dissous et reversé dans la division de Drozdovski. Le 21 juin 1920 il fut reformé et inclus dans la 1re brigade de la 6e division d'infanterie. À Gallipoli le régiment de Samourski faisait partie de la division d'infanterie d'Alekseïev.

## Variation des effectifs en 1919
|                     | Au 1er mars 1919 | au 20 juin 1919 | au 1er juillet 1919 | en octobre 1919                       |
| ------------------- | ---------------- | --------------- | ------------------- | ------------------------------------- |
| Hommes              | 1337             | 591             | 795                 | 1200 (certaines sources donnent 1337) |
| Cavaliers           | ?                | ?               | ?                   | 120                                   |
| Mitrailleuses       | 32               | 26              | 26                  | 26 (certaines sources donnent 32)     |
| Pièces d'artillerie | ?                | ?               | ?                   | 13                                    |
| Véhicules blindés   | ?                | ?               | ?                   | 2                                     |

Sources ,:

## Commandants
- Colonel K.A. Kelner (jusqu'au 19 juillet 1918),
- Colonel N.N. Dorochevitch (19 juillet — début août 1918),
- Lieutenant-colonel (colonel ) K.G. Chabert (14 août, septembre — 29 octobre 1918),
- Colonel Sipiaguine (14 août — septembre 1918),
- Colonel M.A. Zviaguine (29 octobre — décembre 1918, 18 mai — novembre 1919),
- Colonel Ilyine (décembre 1918 — 18 mai 1919),
- Colonel E.I. Zelenine (début décembre 1919 — 16 avril 1920),
- Colonel D.V. Jitkevitch (21 juin — novembre 1920).

## Uniforme
Casquette à carre jaune (liseré noir) et bandeau noir (liserés jaunes), pattes d'épaules jaunes ornées de la lettre noire « С » et à liseré noir.